# Оселевка
Осе́левка (укр. Оселівка) — село в Левинецкой сельской общине Днестровского района Черновицкой области Украины.
Население по переписи 2001 года составляло 985 человек. Почтовый индекс — 60124. Телефонный код — 3732. Код КОАТУУ — 7322087601.

## История
В 1946 г. Указом ПВС УССР село Кишла-Неджимова переименовано в Оселевку.
В мезолитическом слое стоянки Оселивка I найдены останки шерстистого носорога.
До 2020 года село входило в Кельменецкий район